# Doris Hart
Doris Hart (St. Louis, 20 de junho de 1925 – Coral Gables, 29 de maio de 2015), foi uma tenista norte-americana.
Ganhou 35 Grand Slam, sendo 6 em simples, 14 em duplas e 15 nas duplas mistas.
Hart foi a primeira tenista  que ganhou talvez o maior de todos os feitos relacionados com o Grand Slam, que é ganhar um "Boxed Set" de títulos de Grand Slam na carreira — que consiste em ganhar em simples, duplas e duplas mistas em todos os 4 torneios do Grand Slam: Austrália Open, Aberto da França, Wimbledon e Aberto dos Estados Unidos. Além de Hart, outras duas tenistas repetiram também o feito dela: Margaret Court e Martina Navratilova.
O primeiro título de Grand Slam em simples que Hart ganhou foi em 1949 no Open da Austrália. Ganhou ainda em simples o Torneio de Roland Garros em 1950 e 1952, Wimbledon em 1951 e o US Open em 1954 e 1955.
Ela teve grande sucesso em duplas, vencendo o feminino de Wimbledon em duplas em 1947, 1951, 1952 e 1953; O Torneio de Roland Garros em 1948, 1950, 1951, 1952 e 1953; O US Open de 1951, 1952, 1953 e 1954 e o Open da Austrália em 1950. Doris Hart ganhou a maioria destes Grand Slam em duplas atuando ao lado da compatriota Shirley Fry.
Em duplas mistas, Hart ganhou Wimbledon em 1951, 1952, 1953, 1954 e 1955; O US Open em 1951, 1952, 1953, 1954 e 1955; Ganhou ainda o Torneio de Roland Garros em 1951, 1952 e 1953 e o Open da Austrália em 1949 e 1950.
Em 7 de julho de 1951, Hart jogou em três finais em Wimbledon. Ela derrotou a compatriota Shirley Fry por 6-1 e 6-0 para faturar seu único título de simples na grama. Adversárias na final simples, ela e Shirley Fry foram parceira e ganharam das também americanas Louise Brough e Magaret duPont por 6-3 e 13-11 na final de duplas femininas. Hart encerrou o dia ao lado do australiano Frank Sedgman e derrotaram a dupla australiana Nancye Wynne Bolton e Mervyn Rose por 7-5 e 6-2 na decisão de duplas mistas. Um dia perfeito para Doris Hart.
O motivo das três finais acontecerem no mesmo dia foi por causa da chuva.
Hart integra o International Tennis Hall of Fame desde 1969.
Ela faleceu em 29 de maio de 2015, em sua casa, em Coral Gables, Flórida, aos 89 anos.

## Registros nosGrand Slam
- Australian Open
  - Simples (1): 1949
  - Finalista: 1950
  - Duplas (1): 1950
  - Finalista: 1949
  - Duplas Mistas (2): 1949, 1950

- Roland Garros
  - Simples (2): 1950, 1952
  - Finalista: 1947, 1951, 1953
  - Duplas (5): 1948, 1950, 1951, 1952, 1953
  - Finalista: 1946, 1947
  - Duplas Mistas (3): 1951, 1952, 1953
  - Finalista: 1948

- Wimbledon
  - Simples (1): 1951
  - Finalista: 1947, 1948, 1953
  - Duplas (4): 1947, 1951, 1952, 1953
  - Finalista: 1946, 1948, 1950, 1954
  - Duplas Mistas (5): 1951, 1952, 1953, 1954, 1955
  - Finalista: 1948

- US Open
  - Simples (2): 1954, 1955
  - Finalista: 1946, 1949, 1950, 1952, 1953
  - Duplas (4): 1951, 1952, 1953, 1954
  - Finalista: 1942, 1943, 1944, 1945, 1947, 1948, 1949, 1950, 1955
  - Duplas Mistas (5): 1951, 1952, 1953, 1954, 1955
  - Finalista: 1945, 1950

## Torneios de Grand Slam Finais[4]

#### Simples: 18 finais (6 títulos e 12 vices)
| Posição | Ano  | Campeonato                  | Piso   | Oponente              | Placar        |
| Vice    | 1946 | U.S. National Championships | Grama  | Pauline Betz          | 9–11, 3–6     |
| Vice    | 1947 | Wimbledon Championships     | Grama  | Margaret duPont       | 2–6, 4–6      |
| Vice    | 1947 | French Championships        | Saibro | Patricia Canning Todd | 3–6, 6–3, 4–6 |
| Vice    | 1948 | Wimbledon Championships     | Grama  | Louise Brough         | 3–6, 6–8      |
| Campeã  | 1949 | Australian Championships    | Grama  | Nancye Wynne Bolton   | 6–3, 6–4      |
| Vice    | 1949 | U.S. National Championships | Grama  | Margaret duPont       | 3–6, 1–6      |
| Vice    | 1950 | Australian Championships    | Grama  | Louise Brough         | 4–6, 6–3, 4–6 |
| Campeã  | 1950 | French Championships        | Saibro | Patricia Canning Todd | 6–4, 4–6, 6–2 |
| Vice    | 1950 | U.S. National Championships | Grama  | Margaret duPont       | 4–6, 3–6      |
| Vice    | 1951 | French Championships        | Saibro | Shirley Fry           | 3–6, 6–3, 3–6 |
| Campeã  | 1951 | Wimbledon Championships     | Grama  | Shirley Fry           | 6–1, 6–0      |
| Campeã  | 1952 | French Championships        | Saibro | Shirley Fry           | 6–4, 6–4      |
| Vice    | 1952 | U.S. National Championships | Grama  | Maureen Connolly      | 3–6, 5–7      |
| Vice    | 1953 | French Championships        | Saibro | Maureen Connolly      | 2–6, 4–6      |
| Vice    | 1953 | Wimbledon Championships     | Grama  | Maureen Connolly      | 6–8, 5–7      |
| Vice    | 1953 | U.S. National Championships | Grama  | Maureen Connolly      | 2–6, 4–6      |
| Campeã  | 1954 | U.S. National Championships | Grama  | Louise Brough         | 6–8, 6–1, 8–6 |
| Campeã  | 1954 | U.S. National Championships | Grama  | Patricia Ward         | 6–4, 6–2      |

#### Duplas: 30 finais (14 títulos e 16 vices)
| Posição | Ano  | Campeonato                  | Piso   | Parceira              | Oponentes                           | Placar         |
| Vice    | 1942 | U.S. National Championships | Grama  | Pauline Betz          | Louise Brough Margaret duPont       | 6–2, 5–7, 0–6  |
| Vice    | 1943 | U.S. National Championships | Grama  | Pauline Betz          | Louise Brough Margaret duPont       | 4–6, 3–6       |
| Vice    | 1944 | U.S. National Championships | Grama  | Pauline Betz          | Louise Brough Margaret duPont       | 6–4, 4–6, 3–6  |
| Vice    | 1945 | U.S. National Championships | Grama  | Pauline Betz          | Louise Brough Margaret duPont       | 3–6, 3–6       |
| Vice    | 1946 | Wimbledon Championships     | Grama  | Pauline Betz          | Louise Brough Margaret duPont       | 3–6, 6–2, 3–6  |
| Vice    | 1946 | French Championships        | Saibro | Pauline Betz          | Louise Brough Margaret duPont       | 4–6, 6–0, 1–6  |
| Campeãs | 1947 | Wimbledon Championships     | Grama  | Patricia Canning Todd | Louise Brough Margaret duPont       | 3–6, 6–4, 7–5  |
| Vice    | 1947 | French Championships        | Saibro | Patricia Canning Todd | Louise Brough Margaret duPont       | 5–7, 2–6       |
| Vice    | 1947 | U.S. National Championships | Grama  | Patricia Canning Todd | Louise Brough Margaret duPont       | 7–5, 3–6, 5–7  |
| Campeãs | 1948 | French Championships        | Saibro | Patricia Canning Todd | Mary Arnold Shirley Fry             | 6–4, 6–2       |
| Vice    | 1948 | Wimbledon Championships     | Grama  | Patricia Canning Todd | Louise Brough Margaret duPont       | 1–6, 1–6       |
| Vice    | 1948 | U.S. National Championships | Grama  | Patricia Canning Todd | Louise Brough Margaret duPont       | 4–6, 10–8, 1–6 |
| Vice    | 1949 | Australian Championships    | Grama  | Marie Toomey          | Nancye Wynne Bolton Thelma Long     | 0–6, 1–6       |
| Vice    | 1949 | U.S. National Championships | Grama  | Shirley Fry           | Louise Brough Margaret duPont       | 4–6, 8–10      |
| Campeãs | 1950 | Australian Championships    | Grama  | Louise Brough         | Nancye Wynne Bolton Thelma Long     | 6–3, 2–6, 6–3  |
| Campeãs | 1950 | French Championships        | Saibro | Shirley Fry           | Louise Brough Margaret duPont       | 1–6, 7–5, 6–2  |
| Vice    | 1950 | Wimbledon Championships     | Grama  | Shirley Fry           | Louise Brough Margaret duPont       | 4–6, 7–5, 1–6  |
| Vice    | 1950 | U.S. National Championships | Grama  | Shirley Fry           | Louise Brough Margaret duPont       | 2–6, 3–6       |
| Campeãs | 1951 | French Championships        | Saibro | Shirley Fry           | Beryl Bartlett Barbara Scofield     | 10–8, 6–3      |
| Campeãs | 1951 | Wimbledon Championships     | Grama  | Shirley Fry           | Louise Brough Margaret duPont       | 6–2, 13–11     |
| Campeãs | 1951 | U.S. National Championships | Grama  | Shirley Fry           | Nancy Chaffee Patricia Canning Todd | 6–4, 6–2       |
| Campeãs | 1952 | French Championships        | Saibro | Shirley Fry           | Hazel Redick-Smith Julia Wipplinger | 7–5, 6–1       |
| Campeãs | 1952 | Wimbledon Championships     | Grama  | Shirley Fry           | Louise Brough Maureen Connolly      | 8–6, 6–3       |
| Campeãs | 1952 | U.S. National Championships | Grama  | Shirley Fry           | Louise Brough Maureen Connolly      | 10–8, 6–4      |
| Campeãs | 1953 | French Championships        | Saibro | Shirley Fry           | Maureen Connolly Julia Sampson      | 6–4, 6–3       |
| Campeãs | 1953 | Wimbledon Championships     | Grama  | Shirley Fry           | Maureen Connolly Julia Sampson      | 6–0, 6–0       |
| Campeãs | 1953 | U.S. National Championships | Grama  | Shirley Fry           | Louise Brough Margaret duPont       | 6–2, 7–9, 9–7  |
| Vice    | 1954 | Wimbledon Championships     | Grama  | Shirley Fry           | Louise Brough Margaret duPont       | 6–4, 7–9, 1–6  |
| Campeãs | 1954 | U.S. National Championships | Grama  | Shirley Fry           | Louise Brough Margaret duPont       | 6–4, 6–4       |
| Vice    | 1955 | U.S. National Championships | Grama  | Shirley Fry           | Louise Brough Margaret duPont       | 3–6, 6–1, 3–6  |

#### Duplas Mistas: 19 finais (15 títulos e 4 vices)
| Posição  | Ano  | Campeonato                  | Piso   | Parceiro       | Oponentes                             | Placar          |
| Vice     | 1948 | French Championships        | Saibro | Frank Sedgman  | Patricia Canning Todd Jaroslav Drobný | 3–6, 6–3, 3–6   |
| Vice     | 1948 | Wimbledon Championships     | Grama  | Frank Sedgman  | Louise Brough John Bromwich           | 2–6, 6–3, 3–6   |
| Vice     | 1945 | U.S. National Championships | Grama  | Bob Falkenburg | Margaret duPont Bill Talbert          | 4–6, 4–6        |
| Campeões | 1949 | Australian Championships    | Grama  | Frank Sedgman  | Joyce Fitch John Bromwich             | 6–1, 5–7, 12–10 |
| Campeões | 1950 | Australian Championships    | Grama  | Frank Sedgman  | Joyce Fitch Eric Sturgess             | 8–6, 6–4        |
| Vice     | 1950 | U.S. National Championships | Grama  | Frank Sedgman  | Margaret duPont Ken McGregor          | 4–6, 6–3, 3–6   |
| Campeões | 1951 | French Championships        | Saibro | Frank Sedgman  | Thelma Long Mervyn Rose               | 7–5, 6–2        |
| Campeões | 1951 | Wimbledon Championships     | Grama  | Frank Sedgman  | Nancye Wynne Bolton Mervyn Rose       | 7–5, 6–2        |
| Campeões | 1951 | U.S. National Championships | Grama  | Frank Sedgman  | Shirley Fry Mervyn Rose               | 6–3, 6–2        |
| Campeões | 1952 | French Championships        | Saibro | Frank Sedgman  | Shirley Fry Eric Sturgess             | 6–8, 6–3, 6–3   |
| Campeões | 1952 | Wimbledon Championships     | Grama  | Frank Sedgman  | Thelma Long Enrique Morea             | 4–6, 6–3, 6–4   |
| Campeões | 1952 | U.S. National Championships | Grama  | Frank Sedgman  | Thelma Long Lew Hoad                  | 6–3, 7–5        |
| Campeões | 1953 | French Championships        | Saibro | Vic Seixas     | Maureen Connolly Mervyn Rose          | 4–6, 6–4, 6–0   |
| Campeões | 1953 | Wimbledon Championships     | Grama  | Vic Seixas     | Shirley Fry Enrique Morea             | 9–7, 7–5        |
| Campeões | 1953 | U.S. National Championships | Grama  | Vic Seixas     | Julia Hayward Rex Hartwig             | 6–2, 4–6, 6–4   |
| Campeões | 1954 | Wimbledon Championships     | Grama  | Vic Seixas     | Margaret duPont Ken Rosewall          | 5–7, 6–4, 6–3   |
| Campeões | 1954 | U.S. National Championships | Grama  | Vic Seixas     | Louise Brough Enrique Morea           | 8–6, 2–6, 6–3   |
| Campeões | 1955 | Wimbledon Championships     | Grama  | Vic Seixas     | Margaret duPont Ken Rosewall          | 4–6, 6–1, 6–1   |
| Campeões | 1955 | U.S. National Championships | Grama  | Vic Seixas     | Shirley Fry Gardnar Mulloy            | 7–5, 5–7, 6–2   |